# Ricos y famosos
Ricos y famosos fue una telenovela argentina, emitida entre el 6 de enero de 1997 y el 30 de diciembre de 1998 por Canal 9 Libertad, en dos temporadas de más de 500 capítulos en total. La primera temporada fue protagonizada por Natalia Oreiro. Coprotagonizada por Norberto Díaz, Jessica Schultz, Graciela Pal, Lorena Paola y Betina O'Connell. Los villanos fueron encarnados por Oscar Ferreiro, Karina Buzeki y repitiendo el personaje que la consagró en Por siempre mujercitas, Carina Zampini como la doctora Carla Lucero. También, contó con las actuaciones especiales de Oscar Ferreiro y los primeros actores Antonio Grimau y Elizabeth Killian. Y la presentación de Diego Ramos. La segunda temporada fue protagonizada por Arnaldo André, Oscar Ferreiro y Millie Stegman. Coprotagonizada por Jessica Schultz, Celina Font, Julieta Fazzari, Emiliano Kaczka, Salo Pasik, María Pía y Mauro Vinci. También, contó con las actuaciones especiales de Juan Ignacio Machado, Alfonso De Grazia, Aldo Barbero y las primeras actrices Leonor Benedetto y Betiana Blum.Y la destacada actuación de Liliana Custo. Actualmente el Archivo General del Canal 9 está llevando a cabo la digitalización de la totalidad de las cintas originales para su preservación.

## Argumento
Empezó como la historia de amor entre dos chicos que, por una mala jugada del padre de él, las dos familias quedaron enfrentadas y el amor que ellos sentían se hacía difícil de llevar a cabo sin que alguien tratara de separarlos.
A medida que pasó el tiempo, en la telenovela había más personajes malos que buenos. Los únicos buenos parecían ser solo Valeria (Natalia Oreiro) y Diego (Diego Ramos). Y muchas veces, había capítulos de extrema maldad. En esta telenovela, además, se aprovechó el personaje malvado de Carla (Carina Zampini), que ya había hecho en Por siempre mujercitas, y se la trasladó a esta para que siga haciendo de las suyas junto a Salerno (Oscar Ferreiro), el padre de Diego. Fue la primera vez que un personaje se trasladaba de una telenovela a otra en Argentina, sin que ninguna de las dos tengan alguna relación.

## Elenco

#### Temporada 1
- Natalia Oreiro - Valeria García Méndez de Salerno
- Diego Ramos - Diego Salerno
- Antonio Grimau - Alberto García Méndez
- Norberto Díaz - Darío Servente
- Cecilia Maresca - Mercedes Ortegoza de Salerno/ Berta Ortegoza de De Marco
- Jessica Schultz - Elena Flores
- Graciela Pal - Olga
- Karina Buzeki - Sabrina Servente
- Lorena Paola - Teresita
- Betina O'Connell - Trinidad "Trini" Etcheverry
- Segundo Cernadas Lamadrid - Agustín García Méndez
- Oscar Ferreiro - Luciano Salerno
- Elizabeth Killian - Martha García Méndez
- Diego Olivera - Julián Reinal
- Carina Zampini - Carla Lucero/Clara Loucer
- María De Los Ángeles Medrano - Paula Montes
- Juan Ignacio Machado - Rubén Fernández
- Celina Font - Mónica De Marco/Mónica Salerno
- Raúl Florido - Fermín
- Jorge Schubert - Pablo Monteagudo
- Pablo Patlis - Marcos Peralta
- Adriana Parets - Jazmín Ordóñez de Peralta
- Víctor Bruno - Heriberto Chávez
- Paola Papini - Irene
- Juan Vitali - Julio Romero
- Rubén Maravani - Comisario Arévalo
- Claudia Cárpena - Dra. María Nieves
- Silvina Segundo - Sara
- Carlos Mena - Alejandro Osorio
- Alberto Vázquez - Ferraro
- Silvia Bayle - Rosa
- Marta Cerain - Celeste
- Silvina Rada - Marcia
- Leonardo Calandra - Tico
- Ricardo Marín - Petaca
- Jorge Finkelstein - Marcelo
- Dolores Fonzi - Yoli/Gina
- Hernán Echeverría - Pablo Montalvo
- Dora Ferreiro - Adelaida
- Paulina Rachid - Inés
- Carlos Rotundo - Raymundo
- Guido Gorgatti - Jacinto
- Sandra Di Milo - Lucrecia
- Ricardo Robles - Esteban Ferrari
- Catalina Artusi - Ana Ferrari Montes
- Martín Neglia - Carnota
- Mauro Alchuler - Facundo
- Ricardo Morán - Padre Alfonso
- Edward Nutkiewicz - Carlos Perineli
- Raúl Filippi - Juez Mosconi
- Marcelo De Souza - Golo
- Mónica Santibañez - Sor Inés
- Regina Lamm - Lilita de Etcheverry
- Enrique Barris - Juan José Etcheverry
- Manuel Vicente - Leandro
- Horacio Nittalo - Pancho
- Graciela Baduan - Rivas
- Hugo Asencio - Rata
- Carlos Garric - Augusto De Marco
- Lito González - Omar
- José Luis Alfonzo - Chino
- Denise Dumas - Melina
- Isabel Macedo
- Alberto Clementín - Juez Carbonetti
- Giani Fiore - Dr. Reynoso
- Luciano Cazaux - Tony
- Héctor Da Rosa - El rengo
- Darwin Sánchez - Luis Arismendi
- Carlos Donigian - Dr. Prieto
- Marcelo Alfaro - Dr. Parodi
- Gabriela Peret - Estela
- Norberto Gonzalo - Funes
- Leopoldo Verona - Mendoza
- Carlos Rivkin - Suárez
- Martín Coria - Ludueña
- Jorge Morales - Barreto
- Daniel Figueiredo - Espinosa
- Daniel Cano - Ramiro
- Luis Hidalgo - Estévez
- Emiliano Kaczka - Moncho
- Osvaldo Guidi - Dr. Martínez
- Nora Nuñez - Mirta
- Ricardo Dupont - Elías
- Ariel Navarro - Damián
- Jesús Berenguer - Padre de Marcos
- Edgardo Moreira - Enrique Visconti
- Elvira Vicario - María Laura de Visconti
- Humberto Serrano - Gerente del banco
- Víctor Hugo Vieyra - Héctor Montalvo
- Liliana Custo -  Sofía Salerno

#### Temporada 2
- Arnaldo André - Gerardo Murúa
- Oscar Ferreiro - Luciano Salerno
- Millie Stegman - Sandra Quiroga
- Leonor Benedetto - Raquel Falconi
- Jessica Schultz - Elena Flores
- Betiana Blum - Emilia
- Juan Ignacio Machado - Rubén
- Celina Font - Mónica
- Julieta Fazzari - Celina
- Emiliano Kaczka
- Salo Pasik - Gómez
- María Pía
- Raul Martorel - Productor
- Mauro Vinci
- Hugo Asencio - Mauro
- Héctor Da Rosa - Cardozo
- Carlos Donigian
- Raúl Filippi
- Raúl Florido - Fermín
- Viviana Salomón
- Alfonso De Grazia - Simón
- Aldo Barbero - Maldonado

### Otras actuaciones
Federico Luppi, Carolina Papaleo, María Encarnación Gutiérrez, Osvaldo Brandi, Daniela Cardone, Hugo Cosiansi, Dorita Ferreyro, Judith Gabbani, Nacho Gadano, Carola Reyna, Osvaldo Sabatini, Paula Siero, Viviana Sáez, Daniel Alhadeff, China Zorrilla, Raúl Lavié, Gustavo Guillén y Raul Martorel.